# Teratologija
Teratologija (grško starogrško τέρᾰς: téras oziroma starogrško τέρᾰτος: tératos - nakaz, pošast, spaka) je veda, ki se ukvarja z nenormalnim razvojem zarodka (embrija) in plodu (fetusa) ter nastankom raznih okvar in nepravilnosti. V širšem smislu zajema tudi druga razvojna obdobja, kot je npr. puberteta, in druge organizme, kot so rastline.
Zdravnik-specialist, ki deluje na tem področju, se imenuje teratolog.
Izraz je prvi uporabil Étienne Geoffroy Saint-Hilaire, francoski naravoslovec, na začetku 19. stoletja.

## Wilsonovi principi teratologije
Glede na novo razumevanje šibkosti razvijajočega zarodka (embrija) sesalcev v in utero pogojih je Jim Wilson leta 1959 izdal monografijo z naslovom Okolje in razvojne nepravilnosti (angleško Environment and Birth Defects), v katerem je postavil šest temeljnih principov teratologije, ki se dandanes še vedno aplicirajo. Namen principov je usmerjanje raziskovanja in razumevanje teratogenih dejavnikov ter njihovega učinka na razvoj organizmov.
1. Občutljivost na teratogenezo je odvisna od genotipa ploda in načina, preko katerega okolijski dejavniki delujejo na njega.
2. Občutljivost na teratogenezo se spreminja s stopnjo razvoja, v katerem je bil organizem izpostavljen škodljivim dejavnikom. Obstajajo kritična obdobja občutljivosti na teratogene dejavnike in organski sistemi, na katere le-ti delujejo.
3. Teratogeni dejavniki delujejo preko določenih načinov na določene celice in tkiva, v katerih sprožijo nenormalni razvoj.
4. Končne manifestacije nenormalnega razvoja so lahko smrt, malformacija, zastoj v rasti in funkcionalna nepravilnost.
5. Učinki dejavnikov so odvisni tudi od samih dejavnikov, in sicer od lastnosti teratogenega dejavnika, poti vnosa, stopnje izpostavljenosti matere, hitrosti prenosa skozi posteljico ter sistemskega učinka na genom matere in ploda.
6. Manifestacija nenormalnega razvoja se povečuje z dozo teratogena, od najvišje doze, ki ne pozvroči škode (angleško no observable adverse effect level, NOAEL) do stoodstotne smrtonosnosti oz. letalnosti (LD100).